# Крылов, Василий Стефанович
Василий Стефанович Крылов (17 января 1939, деревня Миркуши, Тверская область, РСФСР, СССР — 13 июля 2020 года, Москва) — советский и российский экономист, учёный, политический деятель, заместитель председателя Аграрной партии России, депутат Государственной Думы ФС РФ первого созыва (1993—1995), главный инспектор Счётной палаты РФ, ведущий научный сотрудник Всероссийского научно-исследовательского института экономики сельского хозяйства, член Совета по агропромышленному комплексу при Председателе Совета Федерации, кандидат экономических наук.

## Биография
Получил высшее образование во Всесоюзном сельскохозяйственном институте заочного образования. С 1961 по 1968 год работал в районной «Сельхозтехнике» инженером, в совхозе «Медведицкий» механиком, главным инженером. С 1968 по 1978 год работал директором совхоза «Медведицкий» Тверской области, директором в сельскохозяйственном профессионально-техническом училище. С 1978 года работал начальником управления сельского хозяйства, первым заместителем председателя исполкома Оленинского района Тверской области. Избирался депутатом районного совета.
В 1989 году защитил диссертацию на соискание учёной степени кандидата экономических наук по теме «Организация управления и повышение эффективности производства в низкорентабельных колхозах и совхозах». В 1990 году избран депутатом Тверского областного Совета народных депутатов, возглавлял комитет по аграрным вопросам. В 1993 году избран заместителем председателя Аграрной партии России, председателем Московского отделения партии..
В 1993 году участвовал в выборах депутатов Государственной думы Федерального Собрания Российской Федерации первого созыва, однако избран не был. Постановлением Государственной Думы 22 июля 1994 года получил вакантный мандат депутата Государственной думы. В Государственной думе был членом комитета по аграрным вопросам, входил во фракцию Аграрной партии России.
С 1996 по 2003 год работал в Счётной палате РФ главным инспектором, заместителем начальника инспекции. В 2019 году работал во Всероссийском научно-исследовательском институте экономики сельского хозяйства ведущим научным сотрудником, член Совета по вопросам агропромышленного комплекса и природопользования при Председателе Совета Федерации.
В 2012 году организовал и возглавил политическую партию «Возрождение аграрной России». В 2020 году, после смерти Василия Крылова, Верховный суд ликвидировал партию.